# Нафтенові вуглеводні
Нафтенові вуглеводні (циклопарафіни, циклоалкани чи циклани) за хімічними властивостями близькі до представників вуглеводнів жирного ряду, а за циклічною будовою нагадують вуглеводні ароматичного ряду.
Нафтени підрозділяють на моноциклічні CnH2n (циклопентан C5H10, циклогексан C6H12); біциклічні CnH2n-2 (декалін C10H18); три- і поліциклічні CnH2n-4, CnH2n-6 і т. ін.

## Хімічні властивості
Найхарактернішими хімічними реакціями для нафтенів є реакції заміщення: хлорування, нітрування азотною кислотою при нагріванні, окислювання азотною кислотою середньої концентрації з утворенням двоосновних кислот (глутарової HOOC(CH2)3COOH, адипінової HOOC(CH2)4COOH і ін.). Нафтени гідруються погано, перетворюючись на алкани. Більш легко здійснюється дегідрогенізація з утворенням аренів при наявності каталізаторів і температурі 300—350 °C.
Нафтени здатні утворювати комплекси з тіосечовиною, що дозволяє відокремити моноциклічні нафтени від поліциклічних, котрі утворюють з тіосечовиною міцніші комплекси.
Визначення кількісного вмісту нафтенів у сумішах вуглеводнів проводиться після попереднього видалення неграничних і ароматичних вуглеводнів, у результаті чого задача зводиться до визначення нафтенів у суміші з алканами. Цю суміш називають граничним залишком. Вміст нафтенів у граничному залишку визначається методом анілінових точок чи методом питомих рефракцій.

## Поширення у природі
Нафтенові вуглеводні входять до складу всіх нафт (25—75 %), причому в більшості нафт вони переважають. Кількість нафтенів у фракціях зростає в міру збільшення їхньої густини. Моноциклічні нафтени містяться в основному у фракціях до 300 °C, біциклічні з'являються в середніх бензинових (130—150 °C) і зберігаються у висококиплячих, трициклічні знаходяться у фракціях, що википають при температурі понад 200 °C.
Неграничних вуглеводнів природні нафти не містять чи містять дуже мало, але вони часто складають значну частину рідких і газоподібних продуктів термічної деструктивної переробки нафти і її фракцій. Висока реакційна здатність неграничних вуглеводнів дозволяє використовувати їх як сировину для органічного синтезу, однак вони знижують хімічну стабільність нафтопродуктів.
Асфальтосмолисті речовини є невід'ємним компонентом майже всіх нафт. Після відгону з нафти світлих фракцій, легких олій, а також важких мазутних фракцій залишається складна суміш смолистих продуктів, що являють собою темну і густу масу — гудрон, кількість якого в смолистих нафтах може досягати 40 %. Смолисті й асфальтові речовини, що складають гудрон, розглядаються як високомолекулярні (молекулярна маса понад 500) гетероорганічні сполуки складної гібридної будови, що включають вуглець, водень, кисень, сірку й азот.